# Sypna variopincta
Sypna variopincta là một loài bướm đêm trong họ Erebidae.